# Petre Dimovski
Petre Dimovski (Brod kod Bitolja, 1946.) - makedonski pripovijeedač, romansijer, monodramski pisac
Od 1966. do 1969. godine radio je u Australiji. 1975. godine diplomirao je na Filološkom fakultetu u Skopju. Radi kao profesor u Bitolju. Član je Društva književnika Makedonije.
Dobitnik je nagrada: 4-ti Noemvri, BID Misirkov, Trend, Vančo Nikoleski, TV Orbis.
Bibliografija
- Prelomi, raskazi 1973.
- Žed i žeština, raskazi 1994.
- Plamenka, roman 1996.
- Rezervna tajna, roman 1997.
- Krilja, roman 1998.
- Sonce vo kelijata, roman 2000.
- Ni svoj, monodrami 2002.
- Crnata mačka, raskazi 2002.
- Balkanskiot đavol, roman 2004.
- Golemata avantura, roman 2007.
- Potraga po korenite, roman 2008.